# IRNA
IRNA (Islamic Republic News Agency, خبرگزاری جمهوری اسلامی) je íránská státní zpravodajská agentura. Byla založena 13. listopadu 1934 pod názvem Pars News Agency, současný název získala po íránské islámské revoluci. Řídí ji ministerstvo kultury a islámské orientace.
Agentura sídlí v Teheránu, má šedesát poboček v Íránu a třicet v cizině. Má okolo dvou tisíc zaměstnanců. Vydává zprávy v perštině, angličtině, turečtině, arabštině, francouzštině, španělštině, čínštině, ruštině a srbštině. Od roku 1995 agentura vytváří deník Iran, který má také anglickou verzi Iran Daily a verzi v Braillově písmu Iran-e Sepid, a sportovní deník Iran-e varzeshi.